# Parada de Cunhos
Parada de Cunhos is een plaats (freguesia) in de Portugese gemeente Vila Real en telt 1789 inwoners (2001).